# Xã Milford, Quận Bucks, Pennsylvania
Xã Milford (tiếng Anh: Milford Township) là một xã thuộc quận Bucks, tiểu bang Pennsylvania, Hoa Kỳ. Năm 2010, dân số của xã này là 9.902 người.